# Promozione Umbria 1990-1991
Nella stagione 1990-1991 la Promozione era il sesto livello del calcio italiano ed il primo a livello regionale.
Il campionato era strutturato in vari gironi all'italiana su base regionale, gestiti dai Comitati Regionali di competenza. Promozioni alla categoria superiore e retrocessioni in quella inferiore non erano sempre omogenee; erano quantificate all'inizio del campionato dal Comitato Regionale secondo le direttive stabilite dalla Lega Nazionale Dilettanti, ma flessibili in relazione al numero delle società umbre retrocesse dal Campionato Interregionale, per quanto riguarda la zona retrocessione .
Qui vi sono le statistiche relative al campionato in Umbria.

## Squadre partecipanti
| Squadra            | Città (provincia)                       | Stagione 1989-1990                              |
| ------------------ | --------------------------------------- | ----------------------------------------------- |
| Amerina            | Amelia (TR)                             | 14º in Promozione Umbria, salva dopo spareggio  |
| Assisi Angelana    | Santa Maria degli Angeli di Assisi (PG) | 16º nel Campionato Interregionale/F, retrocessa |
| Città di Castello  | Città di Castello (PG)                  | 5º in Promozione Umbra                          |
| Deruta             | Deruta (PG)                             | 13º in Promozione Umbra                         |
| Dinamo Borgo Bovio | Terni                                   | 10º in Promozione Umbra                         |
| Julia Spello       | Spello (PG)                             | 18º nel Campionato Interregionale/F, retrocessa |
| La Castellana      | Bruna di Castel Ritaldi (PG)            | 1° in Prima Categoria Umbria/B, promossa        |
| Ortana             | Orte (VT)                               | 2º in Promozione Umbra                          |
| Pianello           | Pianello di Perugia                     | 9º in Promozione Umbra                          |
| Pierantonio        | Pierantonio di Umbertide (PG)           | 1° in Prima Categoria Umbria/A, promosso        |
| Pievese            | Città della Pieve (PG)                  | 11º in Promozione Umbra                         |
| Ponte Pattoli      | Ponte Pattoli di Perugia                | 12º in Promozione Umbra                         |
| San Sisto          | San Sisto di Perugia                    | 6º in Promozione Umbra                          |
| Subasio            | Rivotorto di Assisi (PG)                | 8º in Promozione Umbra                          |
| Tiberis            | Umbertide (PG)                          | 3º in Promozione Umbra                          |
| Valfabbrica        | Valfabbrica (TR)                        | 4º in Promozione Umbra                          |

## Classifica finale
|  | Pos. | Squadra            | Pt | G  | V  | N  | P  | GF | GS | DR  |
|  | ---- | ------------------ | -- | -- | -- | -- | -- | -- | -- | --- |
|  | 1.   | Città di Castello  | 47 | 30 | 19 | 9  | 2  | 47 | 12 | +35 |
|  | 2.   | Ortana             | 45 | 30 | 19 | 7  | 4  | 44 | 16 | +28 |
|  | 3.   | Tiberis            | 38 | 30 | 16 | 6  | 8  | 48 | 31 | +17 |
|  | 4.   | San Sisto          | 34 | 30 | 9  | 16 | 5  | 26 | 23 | +3  |
|  | 5.   | Ponte Pattoli      | 33 | 30 | 12 | 9  | 9  | 29 | 22 | +7  |
|  | 6.   | Assisi Angelana    | 33 | 30 | 10 | 13 | 7  | 22 | 15 | +7  |
|  | 7.   | Dinamo Borgo Bovio | 28 | 30 | 9  | 14 | 9  | 28 | 26 | +2  |
|  | 8.   | Amerina            | 28 | 30 | 9  | 10 | 11 | 27 | 43 | -16 |
|  | 9.   | Valfabbrica        | 27 | 30 | 8  | 11 | 11 | 23 | 29 | -6  |
|  | 10.  | Pianello           | 26 | 30 | 8  | 10 | 12 | 24 | 36 | -12 |
|  | 11.  | La Castellana      | 26 | 30 | 6  | 14 | 10 | 9  | 35 | -26 |
|  | 12.  | Pievese            | 25 | 30 | 9  | 7  | 14 | 29 | 39 | -10 |
|  | 13.  | Subasio            | 25 | 30 | 7  | 11 | 12 | 13 | 23 | -10 |
|  | 14.  | Deruta             | 24 | 30 | 6  | 12 | 12 | 25 | 28 | -3  |
|  | 15.  | Pierantonio        | 23 | 30 | 5  | 13 | 12 | 20 | 29 | -9  |
|  | 16.  | Julia Spello       | 18 | 30 | 3  | 12 | 15 | 19 | 46 | -27 |

Legenda:

      Promossa nel Campionato Interregionale 1991-1992.
      Retrocessa nella nuova Promozione Umbra 1991-1992.
      Retrocessa nella nuova Prima Categoria Umbra 1991-1992.
Regolamento:

Due punti a vittoria, uno a pareggio, zero a sconfitta.
A parità di punteggio valevano gli scontri diretti. In caso di pari merito in zona promozione e/o retrocessione si doveva giocare una gara di spareggio.
Note:
Le squadre classificate dal 2º al 14º posto sono state ammesse in Eccellenza Umbra 1991-1992.